# Sundown (1941)
Sundown is een Amerikaanse oorlogsfilm uit 1941 onder regie van Henry Hathaway. Destijds werd de film in Nederland uitgebracht onder de titel Zonsondergang.

## Verhaal
Majoor Coombes is tijdens de Tweede Wereldoorlog gestationeerd in Brits-Oost-Afrika. Hij heeft geen hoge dunk van de plaatselijke bevolking. Districtscommissaris William Crawford, die goede banden onderhoudt met de inboorlingen, mag hij zelfs nog minder. Crawford is bijzonder gesteld op de raadselachtige Graham Fletcher, die door de inheemse bevolking Zia wordt genoemd. Coombes vermoedt dat Zia sympathieën heeft voor de nazi's. Wanneer de Britse troepen zich door de opmars van de Duitsers op onbekend terrein moeten begeven, ligt zijn lot ineens in handen van Zia. 

## Rolverdeling
| Acteur            | Personage         |
| ----------------- | ----------------- |
| Gene Tierney      | Zia               |
| Bruce Cabot       | William Crawford  |
| George Sanders    | Coombes           |
| Harry Carey       | Dewey             |
| Joseph Calleia    | Pallini           |
| Reginald Gardiner | Turner            |
| Carl Esmond       | Kuypens           |
| Marc Lawrence     | Abdi Hammud       |
| Cedric Hardwicke  | Bisschop Coombes  |
| Gilbert Emery     | Ashburton         |
| Jeni Le Gon       | Miriami           |
| Emmett Smith      | Kipsang           |
| Dorothy Dandridge | Vrouw van Kipsang |

## Prijzen en nominaties
| Jaar | Prijs  | Categorie              | Genomineerde(n)                   | Uitslag     |
| ---- | ------ | ---------------------- | --------------------------------- | ----------- |
| 1941 | Oscars | Beste camerawerk       | Charles Lang                      | Genomineerd |
| 1941 | Oscars | Beste originele muziek | Miklós Rózsa                      | Genomineerd |
| 1941 | Oscars | Beste productieontwerp | Alexander Golitzen Richard Irvine | Genomineerd |